# Мирабен
Мирабен известная также как Мадлен Слейд и Мира Бен (англ. Mirabehn; 22 ноября 1892, Суррей — 20 июля 1982, Вена) — активистка Индийского национально-освободительного движения, последовательница Махатмы Ганди, писательница.
Родилась в семье адмирала ВМФ Великобритании Эдмонда Слейда. В 1920-х годах покинула свой дом в Англии, чтобы жить и работать рядом с М. Ганди. 
Посвятила свою жизнь борьбе за прогресс человечества и продвижению принципов Ганди.

## Избранные публикации
- The Spiritual Pilgrimage
- Bapu's Letters to Mira
- New and Old Gleanings.

## В культуре
- В кинофильме «Ганди» (1982) режиссёра Ричарда Аттенборо в роли Мирабен снялась Джеральдин Джеймс.